# Banka Kombëtare Tregtare
Banka Kombëtare Tregtare (BKT) est la principale banque d’Albanie. Elle a été fondée en 1993.